# Belohinidae
Belohinidae zijn een familie van insecten die behoort tot de orde der kevers (Coleoptera). 

## Taxonomie
Het volgende geslacht is bij de familie ingedeeld:
- Belohina Paulian, 1959